# Jacinki
Jacinki (niem. Jatzingen) – wieś w Polsce położona w województwie zachodniopomorskim, w powiecie koszalińskim, w gminie Polanów.
W latach 1975–1998 wieś położona była w województwie koszalińskim.